# フェリックス・クリーザー

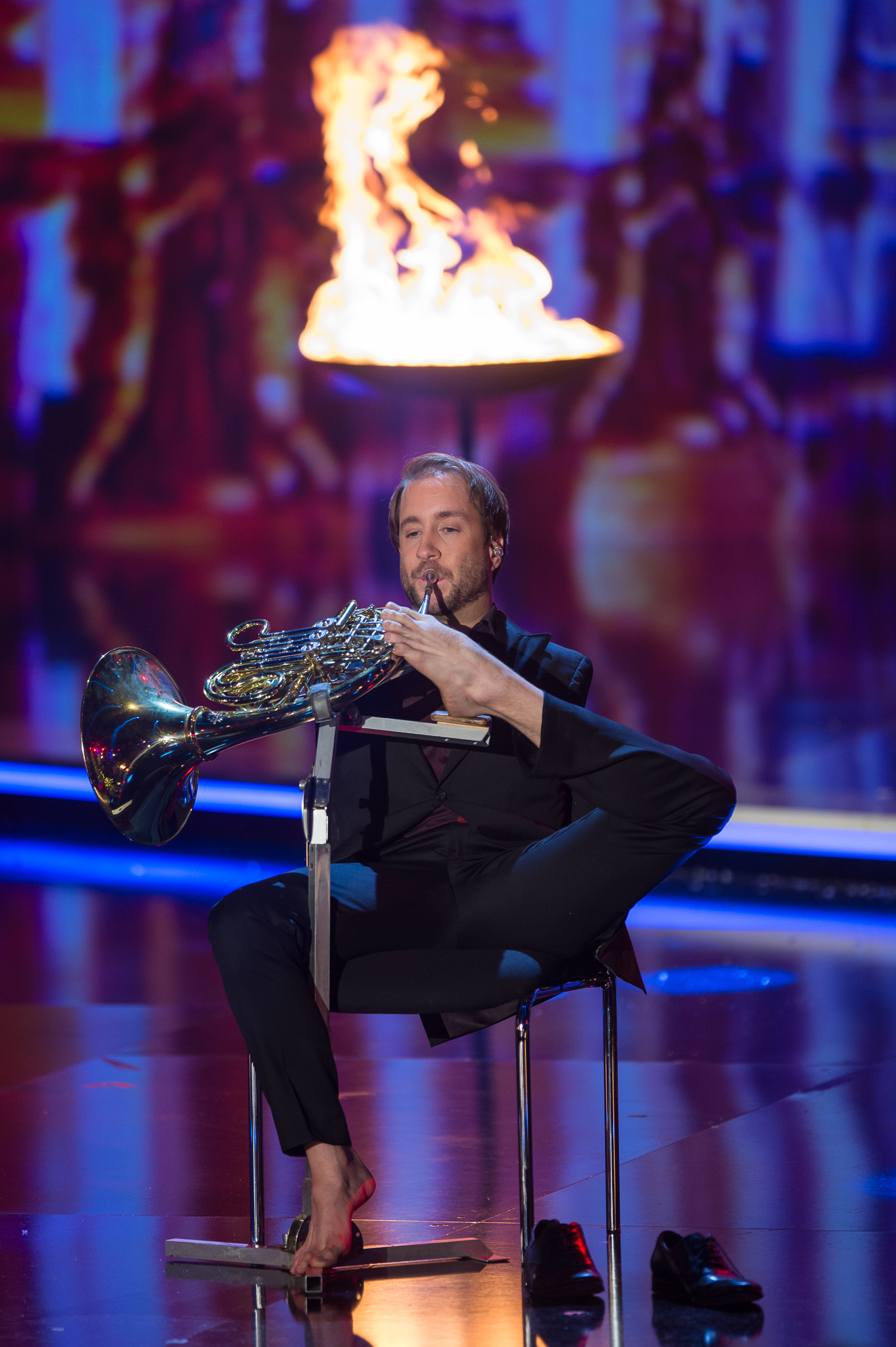
フェリックス・クリーザー（2017年）

フェリックス・クリーザー（独: Felix Klieser、1991年1月3日 - ）は、ドイツ出身のホルン奏者。

## 人物
1991年、ドイツのゲッティンゲンに生まれる。生まれつき両腕を持っていなかった。
5歳の時にホルンを習い始める。左足の親指から中指の3本でバルブを操作して演奏する。当初は楽器を床に置いて演奏していたが、6歳の頃からはスタンドに楽器を取り付けて演奏するようになった。通常、バルブホルン奏者は右手をベルの中に入れて音色を操作するが、手が使えないクリーザーは数年をかけて独自の奏法を生み出したのだという。
13歳の頃からハノーファー音楽大学でマルクス・マスクニッティらに師事。2014年にはエコー賞のクラシック部門で受賞。2016年にはシュレースヴィヒ＝ホルシュタイン音楽祭でレナード・バーンスタイン賞を受賞。

## ディスコグラフィー

### アルバム
- 『Reveries』（2013年、ベルリン・クラシックス）
- 『Horn Concertos』（2015年、ベルリン・クラシックス）
- 『Horn Torios』（2017年、ベルリン・クラシックス）
- 『Mozart: Horn Concertos 1-4』（2019年、ベルリン・クラシックス）
- 『Beyond Words』（2021年、ベルリン・クラシックス）

## 著書
- 『僕はホルンを足で吹く～両腕のないホルン奏者 フェリックス・クリーザー自伝～』（2017年、セリーヌ・ラウアー、植松なつみ訳、ISBN 978-4-636-94530-0）